# Heinz Fütterer
Heinrich Ludwig „Heinz“ Fütterer (* 14. Oktober 1931 in Illingen; † 10. Februar 2019 ebenda) war ein deutscher Leichtathlet und Olympiamedaillengewinner, der in den 1950er Jahren als Sprinter erfolgreich war. Heinz Fütterer startete für den Karlsruher SC. In seiner aktiven Zeit war er 1,72 m groß und wog 72 kg. Seine größten Erfolge waren drei Europameistertitel 1954 und 1958, die Einstellung des 100-Meter-Weltrekords von Jesse Owens 1954, ein neuer Hallenweltrekord über 60 Meter (1955) sowie eine olympische Bronzemedaille 1956 mit der 4-mal-100-Meter-Staffel. Er erzielte 536 internationale Siege und wurde von 1953 bis 1955 kein einziges Mal besiegt. Er wurde „weißer Blitz“ genannt.

## Leben

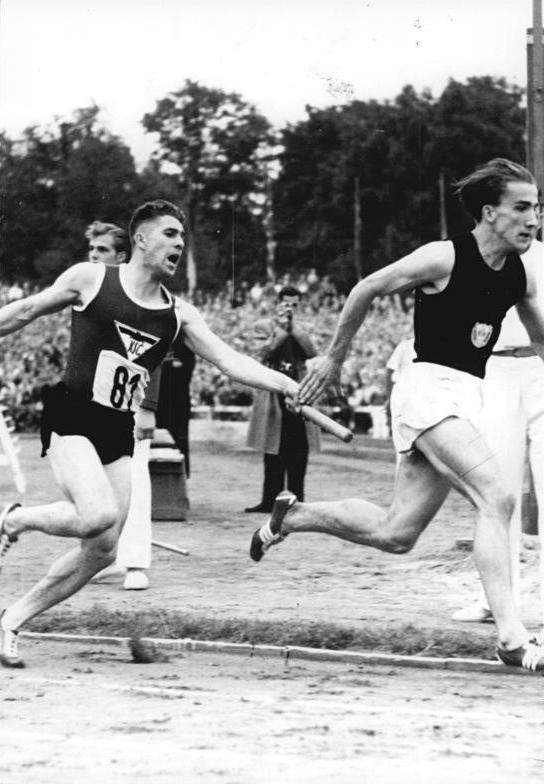
Heinz Fütterer (links) bei einem 4-mal-100-Meter-Staffellauf 1956

Heinz Fütterer entstammte einer Fischerfamilie und betätigte sich sportlich zunächst als Fußballer beim FC Illingen. Sein Talent wurde 1943 im Alter von zwölf Jahren beim Sportfest entdeckt, als er 312 Punkte im Dreikampf (u. a. 72 m Ballweitwurf) holte und der Zuständige im Kreis das nicht glauben konnte. Seinerzeit lagen die Stufen für Ehrungen bei 240 und 280 Punkten. Er wiederholte dann den Dreikampf in Rastatt und erzielte 314 Punkte.
Seine Karriere begann unter Trainer Lorenz Hettel (1947–1949) beim SV Germania Bietigheim, mit dem er 1949 zum ersten Mal deutscher Jugendmeister im Weitsprung wurde. Den Weitsprung gab er bald darauf auf, weil es barfuß zu schmerzhaft war. Seinen ersten 100-Meter-Sprint kurz nach Kriegsende gewann er noch als „Barfüßler“.
Von 1950 bis 1952 wurde er von Robert Suhr, von Helmut Häfele von 1952 bis zum Ende seiner Karriere (1958) trainiert.
1952 war er für die Olympischen Spiele in Helsinki qualifiziert, erlitt aber kurz vor dem Beginn der Spiele einen Muskelriss. Seine große Zeit begann 1953 mit drei mit Brustbreite verlorenen Rennen gegen Art Bragg in Mailand, London und Oslo. In Berlin schlug er Bragg zum ersten Mal (ca. 10,4 und 21,1 s). Im gleichen Jahr prägte Gaston Meyer, Herausgeber der französischen Sportzeitung L’Équipe, den Namen „Der weiße Blitz“, als Fütterer beim Hallensportfest in Paris vor vier afroamerikanischen Läufern die Ziellinie überquerte.
Am 31. Oktober 1954 stellte er mit handgestoppten 10,2 s den Weltrekord von Jesse Owens im 100-Meter-Lauf in Japan ein. Ebenfalls 1954 stellte er den Europarekord über 200 Meter in 20,9 s ein und verbesserte ihn noch im selben Jahr auf 20,8 s. Am Ende des Jahres wurde er von den Sportjournalisten trotz des Weltmeisterschaftssiegs der deutschen Fußballnationalmannschaft zum Sportler des Jahres in Deutschland gewählt.
Im Februar 1955 stellte er mit 6,5 s einen Hallenweltrekord über 60 Meter auf.
1956 war im Mai das erste Sportfest, bei dem er für den Trainingsplan viel zu gute Zeiten erzielte. Im Juli startete er bei den Ausscheidungswettkämpfen für die gesamtdeutsche Olympiamannschaft erst über 100 Meter und bemerkte dabei eine leichte Muskelverhärtung. Deshalb wollte er über 200 Meter nicht starten. Wie er vermutete, wurde von DDR-Seite eine Lautsprecherdurchsage veranlasst, dass er doch starten wolle. So probierte er es, weil er das Publikum nicht enttäuschen wollte, und musste in der Kurve mit einem Muskelriss aufgeben und mit der Trage vom Platz getragen werden. Den anschließenden Trainingsrückstand konnte er nicht mehr aufholen, weil die Genesung damals viel länger als heute dauerte. So lief er bei Olympia zwischen Ende November und dem 1. Dezember nur die 100 Meter und die Sprintstaffel. Mit der 4-mal-100-Meter-Staffel gewann Fütterer die Bronzemedaille, im Einzelrennen über 100 Meter schied er mit 10,6 s im Zwischenlauf aus.
Bei den deutschen Meisterschaften 1958 in Hannover wurde er über 100 Meter Dritter hinter Manfred Germar und Armin Hary. Beim ASV-Sportfest in Köln lief er am 29. August 1958 in der Besetzung Lauer, Steinbach, Fütterer, Germar über 4-mal 100 Meter Weltrekord in 39,5 s. 1958 nahm Fütterer Abschied von der Leichtathletik, da er inzwischen eine Familie gegründet hatte, die er durch seine zahlreichen Sportveranstaltungen nur selten zu Gesicht bekam.
Heinz Fütterer wohnte in Elchesheim-Illingen im Olympiaweg. 2004 schenkte er seine Medaillen und Pokale seiner Heimatgemeinde. Sie stehen im Heimatmuseum, der alten Illinger Kirche.
Heinz Fütterer war ursprünglich gelernter Fischer, dann auf Anraten von Suhr kaufmännischer Angestellter beim Badenwerk (1950–1959), danach bis 1988 bei Puma und zuletzt als sportlicher Berater einer Gesellschaft, die platzsparende und umweltfreundliche Golfplätze baute.

## Erfolge
- Olympische Spiele 1956 in Melbourne: Bronze mit der 4-mal-100-Meter-Staffel
- Dreifacher Europameister: 1954 über 100 und 200 Meter, 1958 mit der 4-mal-100-Meter-Staffel
- Viermal Deutscher Meister im 100-Meter-Lauf: 1951, 1953 bis 1955 (3. Platz 1958)
- Zweimal Deutscher Meister 200 Meter: 1953 und 1954
- Einmal Deutscher Meister mit der 4-mal-100-Meter-Staffel: 1955
- Deutscher Vizemeister 200 Meter: 1955
- Deutscher Vizemeister mit der 4-mal-100-Meter-Staffel: 1953, 1957 und 1958 (3. Platz 1954)
- Deutscher Hallenmeister im Sprint: 1954 und 1955
- Deutscher Vizehallenmeister mit der 4-mal-160-Meter-Staffel: 1954

## Ehrungen
- 1954: Sportler des Jahres (vor Fritz Walter, Hans Günter Winkler und Werner Haas)
- 1954 und 1956: Silbernes Lorbeerblatt
- 1955: Goldenes Band der Berliner Sportpresse
- 1958: Mannschaft des Jahres mit der 4-mal-100-Meter-Staffel
- 1958: Rudolf-Harbig-Gedächtnispreis
- Bundesverdienstkreuz am Bande (16. Mai 1977)[4]
- 2001: Georg von Opel-Preis
- 2004: Ehrenbürger von Elchesheim-Illingen
- 2011: Aufnahme in die Hall of Fame des deutschen Sports